# 16225 Georgebaldo
16225 Georgebaldo è un asteroide della fascia principale. Scoperto nel 2000, presenta un'orbita caratterizzata da un semiasse maggiore pari a 2,5852764 UA e da un'eccentricità di 0,0188744, inclinata di 1,70928° rispetto all'eclittica.